# Irene Azuela
Irene Azuela Suárez (Londra, 27 ottobre 1979) è un'attrice messicana.

## Filmografia
- Il bufalo della notte - regia di Jorge Hernandez Aldana (2007)
- Quemar las naves - regia di Francisco Franco Alba (2007)
- Under the Salt - regia di Mario Muñoz (2008)
- Arráncame la vida - regia di Roberto Sneider (2008)
- Violanchelo - regia di Alfonso Pineda Ulloa (2008)
- Miss Bala - regia di Gerardo Naranjo (2011)
- Así es la suerte - regia di Juan Carlos de Llaca (2011)
- Tercera llamada - regia di Francisco Franco Alba (2013)
- Las oscuras primaveras - regia di Ernesto Contreras (2014)
- Cuando los hijos regresan - regia di Hugo Lara Chávez (2017)
- Opus Zero - regia di Daniel Graham (2017)

### Televisione
- Gritos de muerte y libertad - serie TV (3 episodi)
- Capadocia - serie TV (4 episodi) (2010)
- El encanto del águila - serie TV (1 episodio) (2011)
- Sense8 - serie TV (2 episodi) (2015)
- El hotel de los secretos - serie TV (80 episodi) (2016)
- La querida del Centauro - serie TV (43 episodio) (2016)
- Monarca - serie TV (18 episodi) (2019)

## Doppiaggio
- Rat Ling / Siren Lupe in El Santos vs. la Tetona Mendoza (2012)